# Fjärås

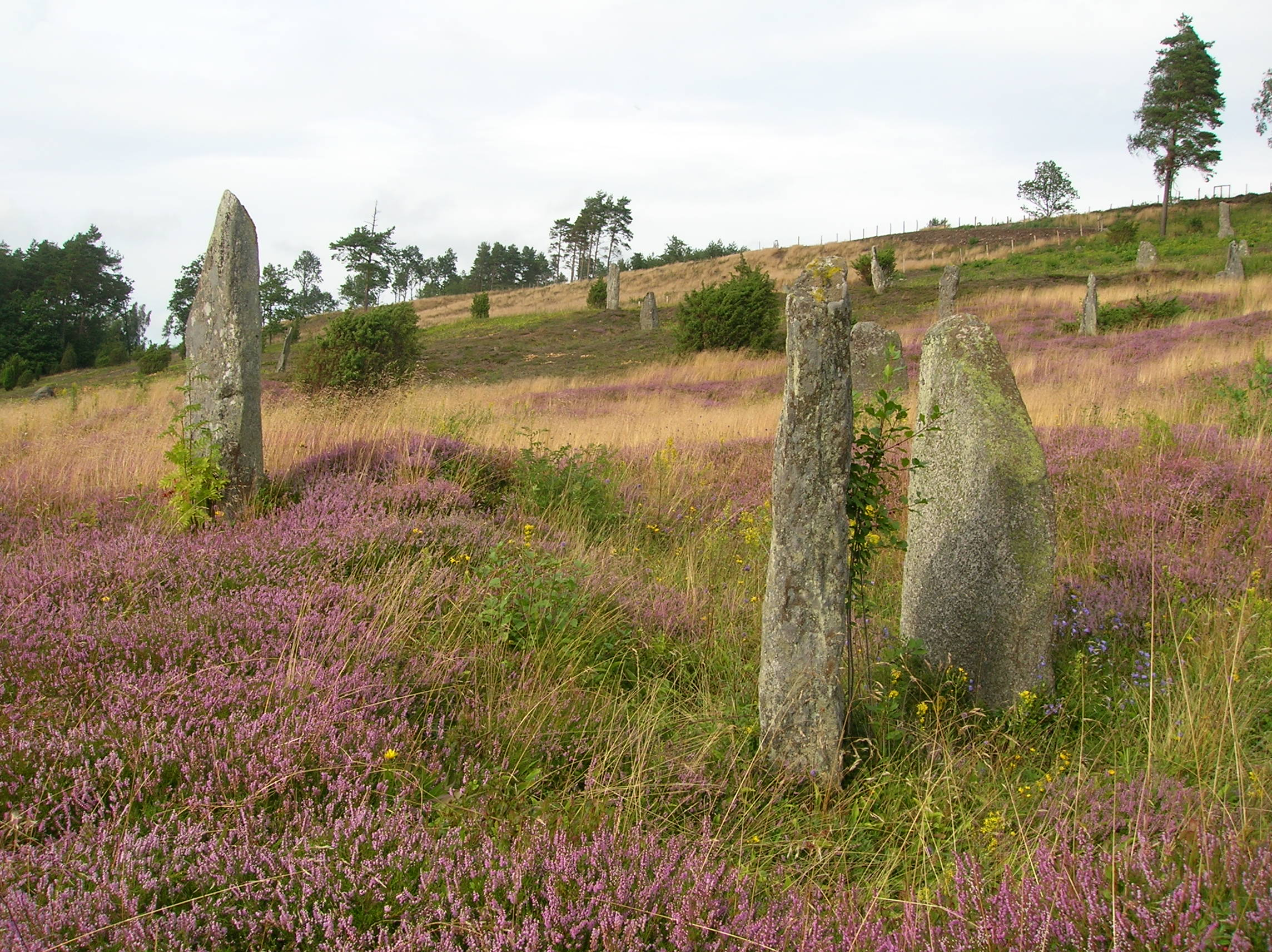
Les menhirs de Fjärås bräcka

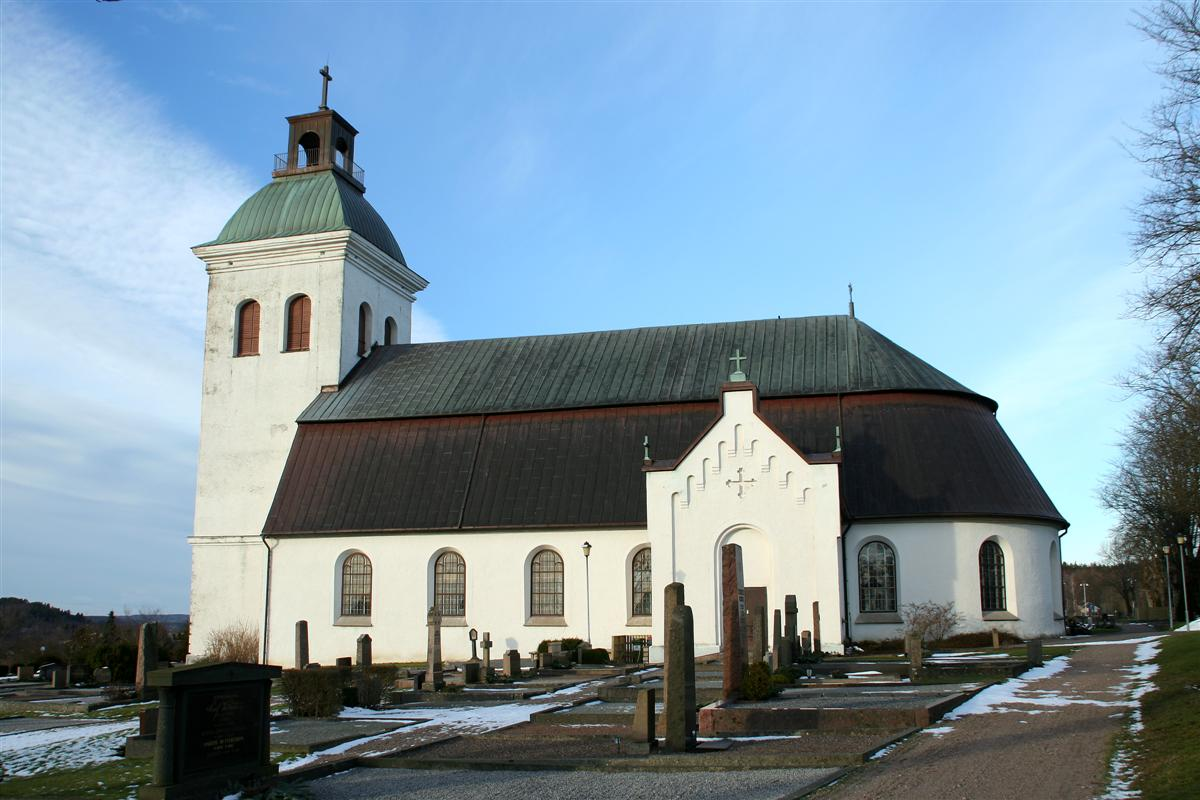
L'église de Fjärås

Fjärås est une paroisse de l'ouest de la Suède, située au nord du comté de Halland, sur le territoire de la commune actuelle de Kungsbacka.

## Démographie
Début 2006, la population de la paroisse de Fjärås était estimée à 5 133 personnes (contre 3 250 en 1906).

## Lieux et monuments
- Fjärås bräcka, moraine glaciaire avec présence d'un champ de 125 menhirs datant de l'âge du fer
- Église médiévale agrandie en 1700-1702, 1762-1768 et 1801
- Lac de Lygnern, réputé être le troisième lac le plus pur d'Europe